# Swiss Indoors 1990
Lo Swiss Indoors 1990, noto anche come Davidoff Swiss Indoors per motivi di sponsorizzazione, è stato un torneo di tennis giocato sul cemento. È stata la 21ª edizione del torneo e faceva parte della categoria World Series nell'ambito dell'ATP Tour 1990. Si è giocato a Basilea in Svizzera dal 24 al 30 settembre 1990.

## Campioni

### Singolare maschile
John McEnroe ha battuto in finale  Goran Ivanišević per  6(4)-7, 4-6, 7-6(3), 6-3, 6-4.

### Doppio maschile
Stefan Kruger /  Christo van Rensburg hanno battuto in finale  Neil Broad /  Gary Muller per 4-6, 7-6, 6-3.